# Acrania

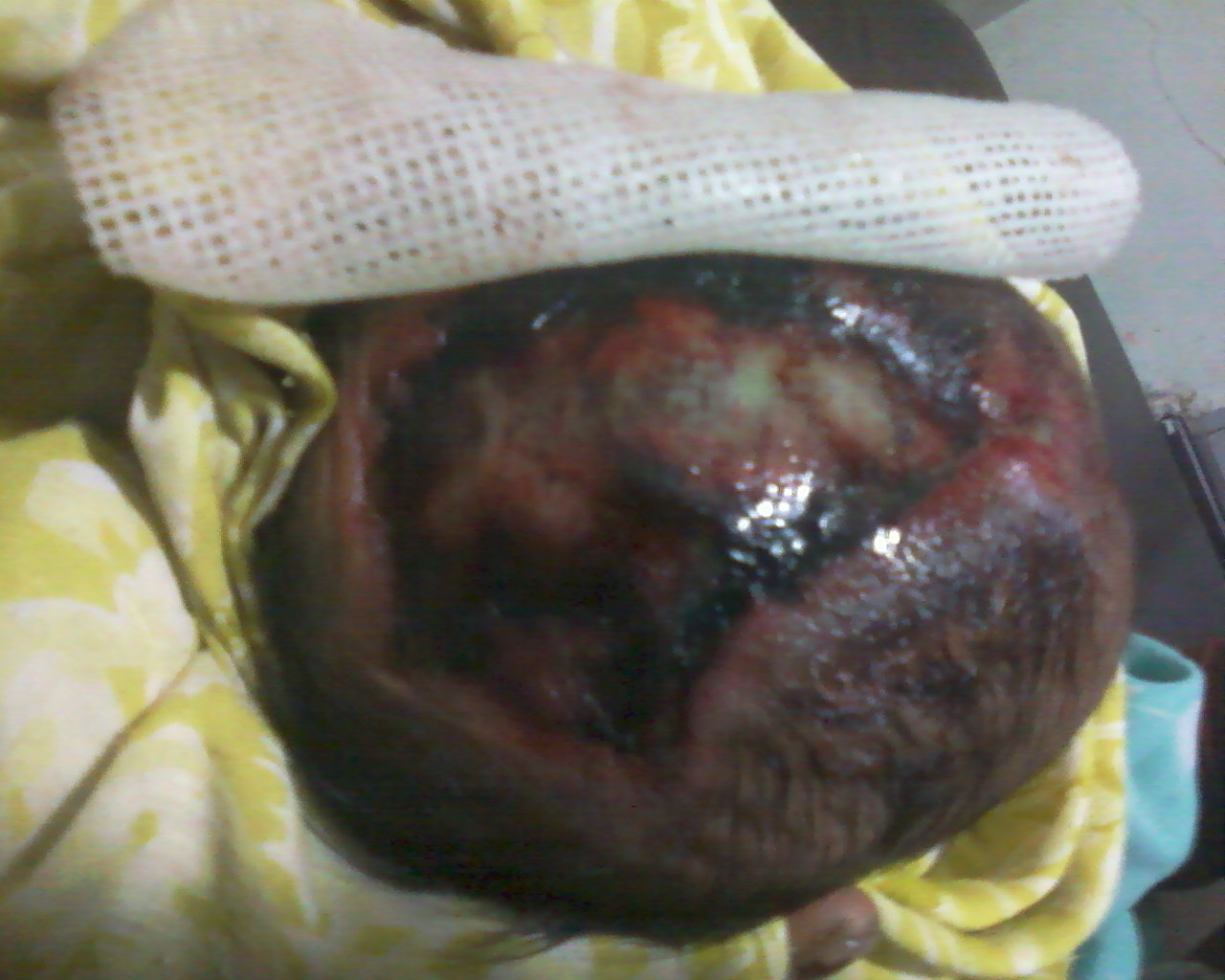
Uma criança acrania

Acrania é a ausência da calota craniana. Casos como esses são muito raros, e fetos com essa anomalia geralmente sobrevivem entre 1 hora e 3 dias, ou já nascem mortos. Fetos que apresentam acrania, acabam apresentando anencefalia, pois o líquido amniótico causa danos irreversíveis ao tecido cerebral. O parto também agrava a situação, ocasionando o óbito do feto.